# HELLO EP
『HELLO EP』（ハロー イーピー）は、2020年8月5日にIRORI Recordsからリリースされた、日本のバンド・Official髭男dismの3作目のEP。

## 概要
CDリリースは『I LOVE...』から約6か月、EPとしては『Stand By You EP』以来約1年10か月でのリリース。ポニーキャニオンの傘下レーベル・IRORI Recordsからリリースされる初のCD作品となる。
本作には表題曲『HELLO』の他、2020年4月から7月にかけて配信でリリースされた2作品、インディーズデビュー前に発売された自主制作アルバムに収録されていた楽曲を含む4曲で構成されている。
CD盤、CD+DVD盤の2種類でリリースされ、DVDにはホールツアー「Official髭男dism Tour 19/20 - Hall Travelers -」から、2月10日の神奈川・パシフィコ横浜 国立大ホール公演のライブ映像と、ツアーの裏側の模様などが収められている。

## 収録内容

### CD
| 全作詞・作曲: 藤原聡、全編曲: Official髭男dism。 |                |        |            |      |
| #                                                | タイトル       | 作詞   | 作曲・編曲 | 時間 |
| 1.                                               | 「HELLO」      | 藤原聡 | 藤原聡     | 4:40 |
| 2.                                               | 「パラボラ」   | 藤原聡 | 藤原聡     | 5:03 |
| 3.                                               | 「Laughter」   | 藤原聡 | 藤原聡     | 5:51 |
| 4.                                               | 「夏模様の猫」 | 藤原聡 | 藤原聡     | 2:12 |
| 合計時間:                                        | 合計時間:      | 17:46  |            |      |

### DVD
- 「Official髭男dism Tour 19/20 -Hall Travelers- @パシフィコ横浜 2020.02.10」

| #   | タイトル         | 作詞 | 作曲・編曲 |
| --- | ---------------- | ---- | ---------- |
| 1.  | 「イエスタデイ」 |      |            |
| 2.  | 「Amazing」      |      |            |
| 3.  | 「Rowan」        |      |            |
| 4.  | 「ビンテージ」   |      |            |
| 5.  | 「最後の恋煩い」 |      |            |
| 6.  | 「旅は道連れ」   |      |            |
| 7.  | 「Pretender」    |      |            |
| 8.  | 「ラストソング」 |      |            |
| 9.  | 「I LOVE...」    |      |            |
| 10. | 「宿命」         |      |            |

- Behind The Scene from Official髭男dism Tour 19/20 -Hall Travelers-

## 楽曲解説
1. HELLO 
本作の表題曲であり、フジテレビ系『めざましテレビ』2020年度テーマソング。本作に先駆け、7月24日に先行配信が行われた。
2. パラボラ
アサヒ飲料「カルピスウォーター」CMソング、放課後カルピスPresents Webドラマ『すべての恋は片想いからはじまるっぽい』主題歌[3]。4月10日より配信シングルとして配信された。
3. Laughter
映画『コンフィデンスマンJP プリンセス編』主題歌。本作に先駆け、7月10日より配信シングルとして配信された。
4. 夏模様の猫
メジャーデビュー前の自主制作ミニアルバム「パレードでおわかれ」（現在は廃盤）にも収録されていた楽曲。藤原によるピアノの弾き語りの曲で、とてもローテンポな曲となっている。本作発売直後の週に、ダウンロードチャート「Billboard Japan Download Songs」で100位以内にチャートインしていた[4]。
EP収録曲の中で唯一アルバム『Editorial』に収録されなかった。

## 演奏
- 藤原聡：Vocal, Piano, Programming
- 小笹大輔：Guitar, Chorus
- 楢﨑誠：Bass, Chorus
- 松浦匡希：Drums, Chorus
- 門脇大輔：Strings Recording, Arrangement (3)

### 特典DVD演奏
- 藤原聡：Vocal, Piano, Keyboards
- 小笹大輔：Guitar, Chorus
- 楢崎誠：Bass, Sax, Chorus
- 松浦匡希：Drums, Chorus
- 宮田“レフティ”リョウ (イトヲカシ)：Keyboards, Bass, Manipulate, Chorus
- 細沼章吾 ：Percussion
- アンディ・ウルフ：Sax, Flute
- 湯本淳希：Trumpet
- 川島稔弘 from FIRE HORNS：Trombone